# Antonio Manuel Casas Marín
Antonio Manuel Casas Marín (La Rambla (Córdoba), Andalucía, 30 de marzo del 2000) es un futbolista español que actualmente milita en el Venezia F. C. de la Serie B.

## Trayectoria
Se formó en las categorías inferiores del La Rambla CF y del Séneca CF en el que estuvo desde 2010 a 2016, antes de ingresar en el Real Madrid CF donde jugó dos temporadas, una en el juvenil "C" y otra en el "B". En 2018, fichó el Sevilla FC para jugar en el Juvenil "A". 
En la temporada 2019-20, forma parte de la plantilla del Sevilla Fútbol Club "C" de la Tercera División de España, logrando 11 goles en 18 partidos.
En la temporada 2020-21, firma por el Sevilla Atlético de la Segunda División B de España, donde logró tres goles en 17 partidos, con menos de 500 minutos disputados.
El 6 de julio de 2021, firma por el Córdoba C. F. de la Segunda Federación, durante dos temporadas. En la temporada 2021-22, disputa 37 encuentros entre liga, Copa RFEF y Copa Del Rey en los que marca 19 goles y daría 4 asistencias.
El 9 de junio de 2022, tras lograr el ascenso a la Primera División RFEF con el conjunto cordobés, renueva su contrato por tres temporadas.
En el 2024, logra el ascenso a Segunda División con el Córdoba C.F, en la celebración fue él el encargado de ponerle la bandera y bufanda al Gran Capitán en las Tendillas.
En junio de 2025 el rambleño cumple contrato en el Córdoba CF y no renueva, de esta manera pone el fin tras 4 temporadas en el equipo de su ciudad con 51 goles, estando en el top 7 de máximos goleadores históricos del club, logrando dos ascensos y una Copa RFEF.

## Selección nacional
El 16 de enero de 2019, hace su debut con la selección española sub-19 en un encuentro amistoso frente a Italia.

## Clubes
| Club              | País   | Año       |
| ----------------- | ------ | --------- |
| Sevilla F. C. "C" | España | 2019-2020 |
| Sevilla A. C.     | España | 2020-2021 |
| Córdoba C. F.     | España | 2021-2025 |
| Venezia F. C.     | Italia | 2025-     |